# Svatojánská lípa (Dobřichovice)
Svatojánská lípa je považována za nejkrásnější lípu v Dobřichovicích případně v rámci České republiky. Roste v Dobřichovicích u zámku nedaleko mostu přes Berounku v okrese Praha-západ.

## Základní údaje
- výška: 18 m (1983)[1], 28 m (2003)[2], 30 m (2001)[4]
- obvod: 310 cm (1983)[1], 484 cm (2003)[2], 490 cm (2001)[4]
- věk: 296 let (aktuálně)
- sanace: v intervalu 5 až 8 let[2]

## Stav stromu a údržba
Lípa je v dobrém zdravotním stavu, ošetřována je pravidelně. Tři kosterní větve vytvářejí mírně asymetrickou, ale celistvou korunu. Poblíž je umístěna informační tabule.

## Historie a pověsti
Lípa byla vysazena roku 1729 společně s umístěním sochy svatého Jana Nepomuckého. Ačkoli je uváděn věk stromu 296 let, bude lípa pravděpodobně zhruba o 10 let starší, lípy se obvykle vysazují jako mladé stromky. Název Svatojánská nese od května 1997, kdy byla po zrestaurování na místo vrácena a znovuvysvěcena socha. Protože nedaleko protéká řeka Berounka, stačí desetiletá voda k tomu, aby se kořeny ocitly pod hladinou. Opakovaně se kmen dostal i do závalu ker, stalo se tak v letech 1940, 1941, 1942 a především během 9. až 15. března 1947. Rovněž byla svědkem vůbec největší povodně (asi pětisetleté) v květnu 1872.

## Památné a významné stromy v okolí
Lípy byly původně čtyři, současná z nich zůstala jako poslední. Z ostatních pukla jedna za kruté zimy roku 1788 a další zanikla v roce 1993, kdy už jako dožívající torzo ohrožovala zámek a musela být odstraněna.
- Lípa na Vráži
- Švehlova lípa (Černošice)
- Dub u Vonoklas